# Erhard Milch

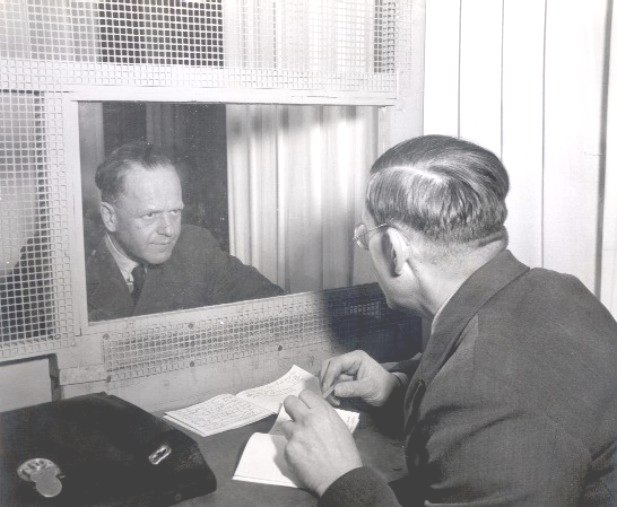
Erhard Milch (z lewej) podczas widzenia w więzieniu z bratem

Erhard Milch (ur. 30 marca 1892 w Wilhelmshaven, zm. 25 stycznia 1972 w Wuppertalu) – niemiecki wojskowy, lotnik i przemysłowiec pochodzenia żydowskiego, feldmarszałek, współtwórca lotnictwa wojskowego III Rzeszy i jego czołowy oficer, dyrektor Lufthansy, sekretarz stanu w ministerstwie lotnictwa (1933–1944), dowódca 5 Floty Powietrznej, członek NSDAP i zbrodniarz wojenny skazany w procesach norymberskich na dożywocie. Uczestnik I i II wojny światowej

## Życiorys
Jego matką była Niemka, zaś ojcem – aptekarz ze zasymilowanej rodziny żydowskiej. W 1910 dołączył do 1 Pułku Artylerii Polowej w Królewcu.
Na początku I wojny światowej służył w 6 Pułku Artylerii Pieszej na froncie zachodnim, lecz wkrótce zgłosił się do przeniesienia do lotnictwa. Odbył w 1915 szkolenie obserwatora lotniczego i służył początkowo w tym charakterze. Od jesieni 1916 był adiutantem komendanta szkoły lotniczej w Alt-Autz w Kurlandii. Awansowany do stopnia kapitana, od 1918 roku dowodził przez krótki okres 6 Dywizjonem Myśliwskim (Jagdgruppe 6). Za zasługi bojowe został odznaczony Krzyżem Żelaznym II klasy, a następnie I klasy.
Po zakończeniu wojny, służył w ochotniczym dywizjonie 412, strzegąc granicy wschodniej Niemiec w składzie Grenzschutz Ost, następnie od stycznia 1920 dowodził policyjną eskadrą lotniczą w Królewcu.
Milch utworzył małe przedsiębiorstwo lotnicze Lloyd Ostflug w Wolnym Mieście Gdańsku, należące do związku Lloyd Luftdienst, zajmujące się przewozami do państw bałtyckich. W 1923 został dyrektorem linii lotniczej Danziger Luftpost – następcy Lloyd Ostflug. Po przejęciu tej firmy przez Deutsche Aero Lloyd, Milch przeniósł się do konkurencyjnej linii lotniczej Junkers Luftverkehr, której został dyrektorem. W 1926 został dyrektorem generalnym Deutsche Lufthansa. W latach 30. nabył majątek ziemski, o powierzchni 300 hektarów, położony we wsi Suchy Dwór, 5 km na południe od Wrocławia.
Współpracował z Göringiem przy tworzeniu Luftwaffe. Od marca 1933 był sekretarzem stanu w ministerstwie lotnictwa oraz członkiem NSDAP. 
W tym czasie rodzina Milcha była poddana śledztwu Gestapo w związku z pogłoskami, iż jego ojciec jest Żydem, czego Milch się wyparł. Göring rozwiązał problem, zmuszając matkę Milcha do podpisania oświadczenia, iż jej mąż nie jest biologicznym ojcem Erharda. Przy okazji miał się wyrazić: „O tym, kto w Luftwaffe jest Żydem, decyduję ja”. W dniu 30 stycznia 1937 został odznaczony przez Adolfa Hitlera złotą odznaką partyjną NSDAP.
1 listopada 1938 mianowany został generałem pułkownikiem. Od 24 października 1938 do 7 stycznia 1945 pełnił funkcję generalnego inspektora Luftwaffe. Od 12 kwietnia do 10 maja 1940 dowodził 5 Flotą Powietrzną atakującą Norwegię. Za sukcesy w Norwegii 19 lipca 1940 został awansowany do stopnia feldmarszałka.
W następnym roku, po samobójczej śmierci generała Ernsta Udeta, został szefem uzbrojenia lotnictwa, odpowiadającym głównie za produkcję lotniczą w III Rzeszy. Zapewnił wysoki poziom produkcji mimo poprzednich błędnych decyzji podejmowanych przez Udeta. W czerwcu 1944, w związku z przejęciem produkcji lotniczej przez Alberta Speera podał się do dymisji.
Wspólnie z Goebbelsem i Himmlerem starał się w 1944 o odwołanie Göringa za mizerne rezultaty działań Luftwaffe na froncie wschodnim. W konsekwencji sporu z Göringiem został pozbawiony stanowiska sekretarza stanu, pozostając nadal generalnym inspektorem Luftwaffe. Stanowisko szefa uzbrojenia lotnictwa i sekretarza stanu przywrócono mu w styczniu 1945.
Pod koniec wojny Erhard Milch dostał się do niewoli brytyjskiej, został aresztowany 4 maja 1945 podczas pobytu w jednym z dworów w Neustadt. Kiedy przesłuchujący go oficerowie brytyjscy wspomnieli o okrucieństwach i zbrodniach popełnionych na więźniach w obozach koncentracyjnych w Buchenwaldzie i Bergen-Belsen, Milch cynicznie odrzekł: Czy panowie nie rozumieją, że to wszystko byli podludzie, a nie tacy ludzie jak panowie i ja.
Osądzono go podczas jednego z procesów norymberskich, tzw. procesie Milcha. 17 kwietnia 1949 skazano go na karę dożywotniego więzienia za deportację cudzoziemskich robotników i zbrodnie przeciwko ludzkości. Uchylono natomiast zarzut deportacji i torturowania węgierskich Żydów, ponieważ ich deportacja nastąpiła już po dymisji Milcha ze stanowiska sekretarza stanu i generalnego inspektora Luftwaffe.
Z więzienia został zwolniony w 1954 roku. Zmarł 25 stycznia 1972 w Wuppertalu.

## Ordery i odznaczenia
- Krzyż Rycerski Krzyża Żelaznego – 4 maja 1940
- Saski Ernestyński Order Domowy (Krzyż Wielki z Mieczami) – 15 sierpnia 1935
- Krzyż Żelazny (1914) I Klasy z okuciem ponownego nadania (1939):
  - pierwsze nadanie – 19 października 1915
  - okucie ponownego nadania (Wiederholungsspange) – 1939
- Krzyż Żelazny (1914) II Klasy z okuciem ponownego nadania (1939):
  - pierwsze nadanie – 4 października 1914
  - okucie ponownego nadania (Wiederholungsspange) – 1939
- Krzyż Honorowy za Wojnę 1914/1918 (dla Frontowców) – 15 grudnia 1934
- Medal Pamiątkowy 13 marca 1938
- Medal Pamiątkowy 1 października 1938 z okuciem Zamku Praskiego
- Medal Pamiątkowy za Powrót Kłajpedy
- Złota Odznaka pilota-obserwatora z Brylantami
- Order Zasługi Cywilnej II Klasy – Bułgaria, 31 maja 1933
- Order Zasługi Chile II Klasy – Chile, 3 marca 1937
- Order Białej Róży II Klasy – Finlandia, 6 czerwca 1935
- Order Feniksa I Klasy – Grecja, maj 1934
- Order Świętego Skarbu I Klasy – Japonia, grudzień 1937
- Order Korony Jugosłowiańskiej I Klasy – Jugosławia, styczeń 1938
- Order św. Sawy I Klasy – Jugosławia, 30 czerwca 1935
- Order Korony Włoch II Klasy – Włochy, wrzesień 1937
- Order Domowy pw. świętych Maurycego i Łazarza II Klasy – Włochy, kwiecień 1933

i inne.